# 下工弁慶号
下工弁慶号（くだこうべんけいごう）は、山口県下松市で保存されている軽便鉄道用蒸気機関車の通称である。軌間は762mmで、車軸配置は0-4-0（ホワイト式）で2軸の動輪のみの飽和式タンク機関車。水槽がボイラーの上に鞍状に設置されたサドルタンクと呼ばれる、日本では珍しい形態である。
1907年（明治40年）に東京石川島造船所（現在のIHI）で製造された軽便鉄道用5.5t蒸気機関車と推定される。
経緯は不明であるが、本機は海軍の専用線で運行され、1934年（昭和9年）に運行を退き、教材として下松工業学校（現在の山口県立下松工業高等学校）に払い下げられた。それから47年後に動態復元がなされ、運行と休止が繰り返された。2007年（平成19年）以降は、運行は行われていない。

## 車歴
- 1907年（明治40年） : 東京石川島造船所で製造。海軍徳山練炭製造所内での荷役に使用。
- 1934年（昭和9年） : 下松工業学校に原動機実習教材用として払い下げられる。
- 1951年（昭和26年） : 同校正門脇に展示される。
- 1979年（昭和54年）1月 : 同校職員及び生徒による復元作業を開始。
- 1981年（昭和56年）10月9日・10日 : 同校60周年記念式典にて校庭で公開運転を実施[2]。その後日本国内各地で公開走行・展示が行われる。
- 1988年（昭和63年）3月12日 : 下津井電鉄に貸与され、客車2両を牽引して下津井駅構内で運転される[2]。
- 1991年（平成3年）
  - 4月1日 : 所有権が下松工業高校から下松工業会（同窓会）へ移管される。
  - 9月 : 1月1日に下津井電鉄が廃止されたため、下松に返却される[2]。
  - 10月15日 : 下松工業高校創立70周年記念として校庭で運転される[2]。
- 1992年（平成4年）3月16日 : 柳井卸売団地（柳井卸センター）の敷設線路で、下津井時代と同じ客車を牽引した運転を開始[2]。4 - 10月の第2日曜日を運転日としていた[2]。
- 1996年（平成8年） : 卸売団地の敷地に道路計画があることなどを理由に、運転を終了。10月に日立製作所笠戸工場で走った後、下松市に寄贈され、下松市役所前の展示格納庫に搬入された[3]。
- 1997年（平成9年） : ボイラーの故障により運行不可能となる[3]。
- 2004年（平成16年） : 3年間の期限で三岐鉄道北勢線阿下喜駅前に移設[4]。
- 2006年（平成18年）3月 : 前年から取り組まれてきた動態復元が完了し、復活運転[4]。
- 2007年（平成19年）
  - 4月 : 下松市に戻る[4]。
  - 7月10日 - 9月9日 : 「大鉄道博覧会」（江戸東京博物館）で展示。
- 2008年（平成20年）1月18日：老朽化や具体的な運転計画がないことを理由に、下松市がこの日で期限切れとなる労働安全衛生法に基づくボイラー及び圧力容器安全規則に定められたボイラーの更新検査を見送ったため、法的に走行不能となり、「当面」の間静態保存へ移行[5]。

2014年（平成26年）1月現在、下松市役所グリーンプラザ展示格納庫 に展示 されている。

## 参考外部リンク
- 特定非営利活動法人下松べんけい号を愛する会「下工弁慶号」資料より
- 一般社団法人下松工業会（下松工業高校のOB会）